# Innherred

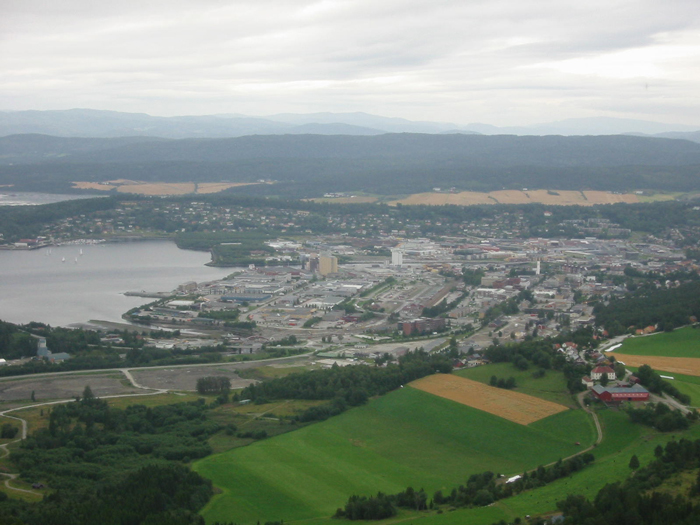
Steinkjer vu de l'est, au sommet de la colline d'Ofsenaasen, photo prise à 250 mètres au-dessus du niveau de la mer.

L'Innherred (ou Innherad) est un landskap de Norvège, situé dans le comté du Trøndelag.
Il regroupe les  municipalités de Levanger, Steinkjer, Verdal, Inderøy, Mosvik et Verran. Parfois, les municipalités de Snåsa et Namdalseid y sont également incluses. Le district n'a qu'une réalité géographique. Il ne signifie rien politiquement ou juridiquement. Avec le Stjørdalen, il forme la partie sud du Nord-Trøndelag.